# Commonwealth War Graves Commission
La Commonwealth War Graves Commission (CWGC) è un'organizzazione intergovernativa di sei indipendenti Stati membri la cui principale funzione è quella di identificare, registrare e conservare le tombe, e i luoghi di commemorazione, del personale delle forze armate del Commonwealth che morirono durante la prima e la seconda guerra mondiale. La CWGC è inoltre responsabile per la commemorazione dei civili degli stati del Commonwealth morti a seguito di un intervento nemico durante il secondo conflitto mondiale. La Commissione venne fondata da Fabian Ware, costituita tramite un Royal Charter nel 1917 e originariamente identificata come Imperial War Graves Commission per mutarla definitivamente, nel 1960, nell'attuale designazione.
La CWGC, nel quadro del suo mandato, è responsabile per commemorare tutte le persone appartenenti al Commonwealth e decedute durante la guerra singolarmente ed allo stesso modo. A tal fine, i caduti in guerra sono ricordati per nome riportati su una lapide, in un sito di sepoltura o su un monumento commemorativo. I caduti in guerra sono commemorati in modo uniforme ed uguale, a prescindere dal grado militare o titolo civile, razza o credo religioso.
La Commissione è attualmente responsabile della ricorrente commemorazione di 1,69 milioni di caduti che prestarono servizio in unità militari del Commonwealth in 150 diversi paesi. Dalla sua istituzione la CWGC ha costruito approssimativamente 2 500 cimiteri di guerra e numerosi monumenti alla memoria. È inoltre attualmente responsabile per la cura dei caduti in oltre 23 000 separati luoghi di sepoltura e per la manutenzione di 200 monumenti in tutto il mondo. Oltre a commemorare i membri del servizio militare del Commonwealth, la Commissione sostiene, in accordo con i governi che ne hanno fatto richiesta, oltre 40 000 tombe di caduti che non appartenevano al Commonwealth e oltre 25 000 tombe di militari non deceduti in guerra e di civili. La CWGC opera grazie al costante supporto finanziario dei suoi stati membri: Regno Unito, Canada, Australia, Nuova Zelanda, India e Sudafrica. L'attuale presidente della Commonwealth War Graves Commission è il principe Edward, duca di Kent.

## Altre commissioni aventi lo stesso scopo
- Oorlogsgravenstichting[4]
- American Battle Monuments Commission
- German War Graves Commission